# Scutellaria galericulata
A planta é nativa de várias partes do mundo, devido a isto é conhecida por uma variedade de nomes.
Seu tamanho varia de 20 a 40 cm, com flores azuis em pares, que brotam de julho a setembro com o tamanho aproximado de 1 a 2 cm.

## Farmacologia
| Concentração           | Parte  | Química(mg/g) |
| Baicalina              | Folha  | 10            |
| Crisina-7-glicuronídeo | Planta | 27            |
| Tanino                 | Planta | 28-35         |
| ---------------------- | ------ | ------------- |